# رهیاب فاکس
رهیاب فاکس (نام علمی: Catuna niji) نام یک گونه از سرده رهیاب‌ها است.